# 포카혼타스
포카혼타스(Pocahontas, 1596년경~1617년 3월)는 영국인 존 롤프와 결혼한 아메리카 원주민으로, 런던으로 건너가 유명인사가 된 여성이다. 아메리카 원주민과 영국 정착민들 사이의 평화 관계를 유지하는데 큰 역할을 하였다. 포우하탄(Powhatan)이라는 이름으로도 알려져 있는 추장 와훈수나콕의 딸로, 그의 아버지는 지금의 버지니아주인 미국 동부 지역의 알곤킨 어족 부족들의 연합체를 지배하고 있는 부족장이었다. 포카혼타스의 원래 이름은 마토아카(Matoaka 또는 Matoika, 작은 눈의 깃털)로, 포카혼타스라는 이름은 포우하탄이 그가 어렸을 때 자유분방한 성격 때문에 지어준 별명이다(포우하탄 언어로 '작은 장난꾸러기').
1613년 포카혼타스는 영국-인디언 분쟁을 겪는 동안 영국인에게 포로로 잡혔고, 몸값을 치렀다. 그녀는 잡혀있는 동안 세례를 받고 기독교로 개종하였으며 구약성서 창세기의 '리브가'에서 따온 레베카(Rebecca)라는 이름으로 개명하였다. 종족에게 돌아갈 기회가 있었지만, 잔류를 선택하였으며 1614년 담배 농장주였던 존 롤프와 결혼을 하였다. 그리고 이듬해 1615년 1월 아들 토머스 롤프를 출산하였다.
1616년 롤프 가족은 런던으로 여행을 떠났다. 포카혼타스는 문명화된 미개인의 사례로서 잉글랜드 사교계에 소개되었는데, 이는 제임스타운 정착촌에 대한 투자를 늘리기 위해서 전략적 홍보 차원에서 이루어진 일이었다. 그녀는 크게 환대를 받았으며 화이트홀 궁전의 가면무도회에도 참석할 정도로 유명 인사가 되었다. 1617년 롤프 가족은 다시 버지니아로 귀향하는 배를 탔지만, 포카혼타스는 그레이브젠드에서 원인미상의 병으로 사망하게 된다. 그레이브젠드 교회에 매장되었으나 훗날 발생한 화재로 인해 정확한 매장지는 알 수 없다.
미국의 많은 지명과 랜드마크 그리고 상품이 포카혼타스의 이름을 따서 명명되었다. 그의 이야기는 오랫동안 낭만적 상상을 자극하였고, 예술과 문학 그리고 영화의 소재가 되었다. 아들 토머스로부터 많은 후손이 나왔으며, 버지니아 출신으로는 대통령 부인이 되었던 에디스 윌슨과 낸시 레이건, 천문학자인 퍼시벌 로웰 등이 있다.

## 생애

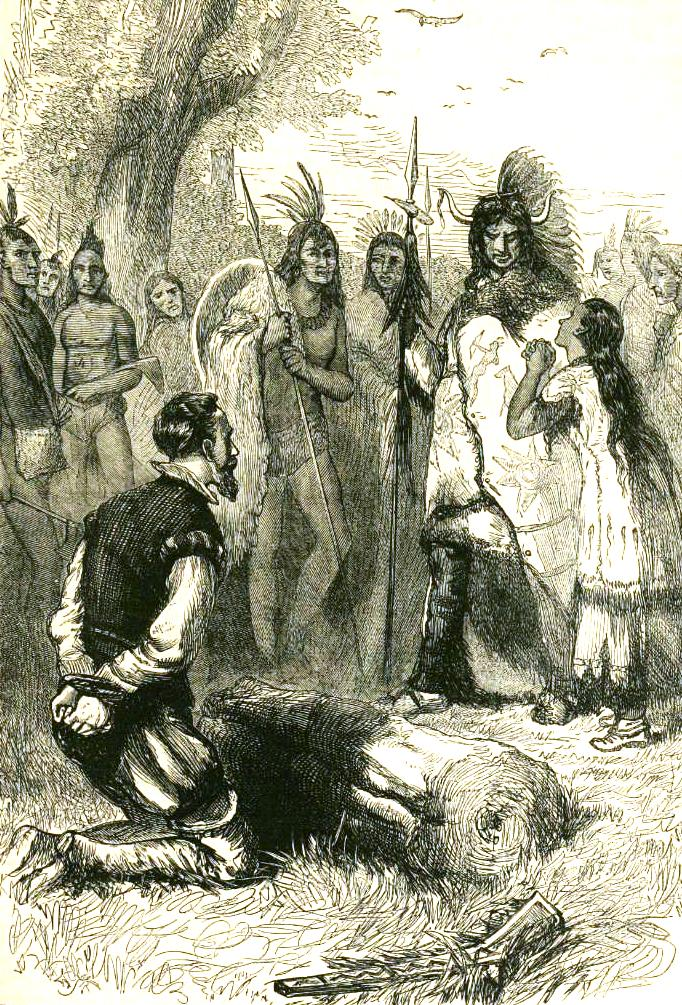
스미스의 목숨을 구하는 포카혼타스, 19세기의 일러스트

1607년 4월, 영국의 개척자들은 버지니아에 도착하여 거류지를 세우기 시작한다. 포카혼타스는 당시 12세 혹은 14세정도의 어린 소녀였으며, 그의 아버지는 포우하탄 부족 연합의 대추장이었다. 개척자들을 통솔하는 자 중의 한 명인 존 스미스는 당시에 포우하탄의 전사들에게 포로로 잡혀서 포우하탄 연방의 추장이 있는 마을인 웨로워코모코로 끌려갔다. 스미스의 기록에 따르면, 원주민들은 그를 죽이기 위해 바위에 눕혔고 추장이 곤봉으로 그의 머리를 내려치려 하자, 포카혼타스가 뛰어들어 스미스를 감쌌다고 한다. "그녀는 곤봉에 자신의 머리를 맞을 수 있는 위험에도 불구하고 내 목숨을 살려주었다. 그뿐만 아니라 그녀는 자신의 아버지를 설득하였고 그래서 나는 제임스 타운으로 안전하게 돌아올 수 있었다." 그는 그 사건으로 인해 다른 사람과 영국인 개척자들로부터 존경을 받게 된다.
존 스미스의 사건은 그가 남긴 글만이 유일한 기록으로, 1860년대부터 그 신빙성에 대해서는 회의적인 반응이 나오기 시작하였다. 그러한 의문은 제임스가 일찍이 버지니아에 대한 두 개의 책이 출판하였음에도 불구하고, 그로부터 10년 후인 1616년에 앤 여왕에게 포카혼타스를 왕족으로 대우 해줄 것을 탄원하는 편지에서 포카혼타스와의 인연이 처음으로 언급된 점을 이유로 들 수 있다. 이러한 시간 격차는 스미스가 유명세가 있던 포카혼타스와 자신과의 연관성을 높이기 위해 사건을 과장하였거나 만들어냈을 수도 있다는 가능성을 보여준다. 그러나 최근의 책에서 J.A.O. Lemay는 스미스의 초기 기록이 처음에는 지리적이고 민족적인 내용이였다는 것과 그의 개인적인 경험에만 머무르지 않은 것을 언급하며 그때까지는 그 사건을 담을 이유가 없었을 것이라고 밝혔다.
또 다른 회의의 증폭은 스미스가 1602년에 헝가리의 터키인들로부터 붙잡혔을 때 아름다운 소녀가 그를 구해주었다는 포카혼타스와 유사한 이야기를 일찍이 언급하였기 때문이다. 한편, 스미스가 이야기한 포카혼타스와의 사건이 사실일지라도, 일부 역사 전문가들은 그가 구해졌다고 생각한 것이 사실은 그를 부족의 일원으로 부활시키는 종교의식에 그가 참여한 것일지도 모른다는 가설을 제시하였다. 그러나 《제임스타운의 사랑과 증오》에서, 데이빗 A. 프라이스는 포우하탄의 의식은 단지 추측일뿐이며, 북아메리카 부족 중에는 그와 비슷한 의식에 대한 증거가 전혀 없다고 언급하였다.
진실이 무엇이든, 이 만남을 계기로 포카혼타스는 존 스미스와 친해지고, 제임스타운 식민지에 자주 찾아가 소년들과 함께 놀기도 하였다. 식민지 이주자들이 굶주림에 시달릴 때는, 시중을 드는 사람과 함께 스미스에게 굶주린 사람들의 생명을 구할 수 있는 많은 양의 식량을 공급해주었다. 그러나 식민지 이주자들이 늘어남에 따라, 몇몇 토착민들은 그들의 땅이 위협을 받고 있으며, 또 다시 충돌이 일어날 것을 느끼게 되었다.
1608년, 포카혼타스는 두 번째로 스미스를 구하게 된다. 스미스와 몇몇 이주자들은 친근한 관계에 있는 포우하탄 추장에게 웨로워코모코로 초대를 받는다. 그들은 우호적인 대접을 받았으며, 인디언들과 거래를 하기도 하였지만, 갈 때를 놓치고 그곳에서 밤까지 지내게 된다. 그날 밤, 포카혼타스는 스미스의 오두막으로 들어와 자신의 아버지가 사람을 시켜 음식을 보낼 때 그들이 먹기 위해 무기를 내려놓으면 그들을 죽일 계획을 세우고 있다고 말해준다. 포카혼타스는 그들에게 그것을 말하지 말라는 명령을 받았지만, 그는 영국인들이 떠나기를 빌었다. 미리 경고를 받자, 영국인들은 음식을 먹고 있는 동안에도 계속 무기를 들고 있었고, 공격 받지 않을 수 있었다.
1609년, 화약 폭발 사고로 부상을 입은 스미스는 영국으로 치료를 받으러 돌아간다. 영국인들은 토착민들에게 스미스가 죽었다고 말하며, 스미스는 프랑스 해적에게 납치되었고 해적들의 배가 브르타뉴 해안에서 난파되었으며 모두 가라앉았다고 말하였다. 포카혼타스는 그가 몇 년 후 존 롤프의 부인으로서 영국에 도착하기 전까지 스미스가 죽었다고 믿었다.
윌리엄 스트레이치의 말에 따르면, 포카혼타스는 1612년이 되기 전에 포우하탄의 전사 코코움(Kocoum)과 결혼을 하였다고 한다. 그러나 이 결혼에 대해서는 자세하게 알려진 것이 없다.
스미스와 포카혼타스가 연인 관계였다는 역사적 기록은 전혀 없다. 이런 낭만적인 형태의 이야기는 디즈니의 영화처럼 그들이 서로 사랑했다는 허구적인 설정에서만 찾아볼 수 있다.

### 납치

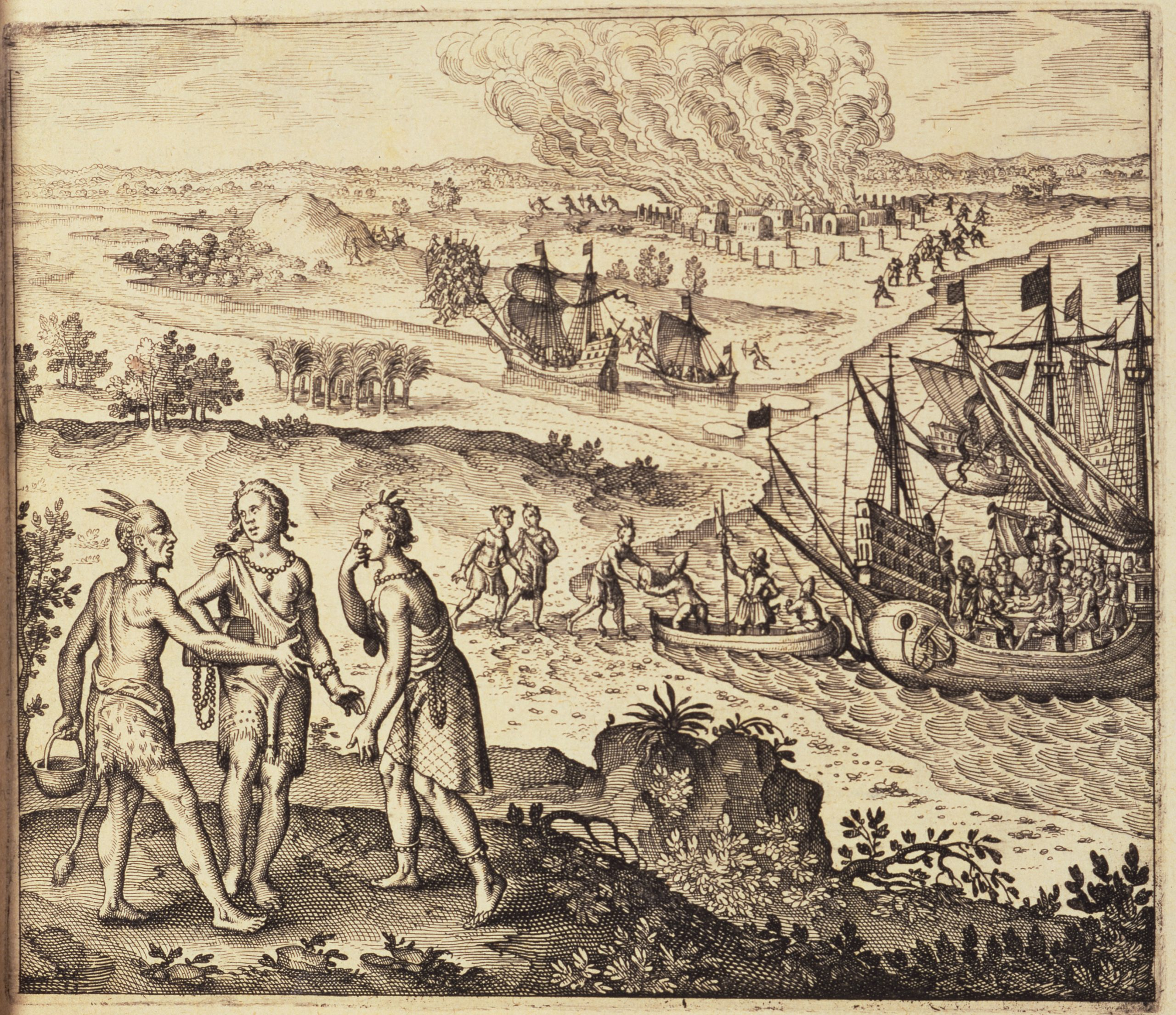
포카혼타스 유괴, 조안 시오더어 드 브리, 1624

1613년 3월, 포카혼타스는 포우하탄과 무역을 하는 아메리카 토착민 부족 파타워멕(Patawomeck)의 마을인 파사파탄지인(PassapatanzyIn)에 머물고 있었다. 그들은 오늘날의 버지니아 스탠포트 지역의 프레더릭스버그와 가까운 포토맥 강가에서 살고 있었는데, 웨로워코모코와는 65 km 정도 떨어져 있었다. 스미스는 그의 책 《Generall Historie》에서 포카혼타스가 1611년부터 1612년까지 파타워멕의 추장인 자파자우스(Japazaws)의 보살핌을 받았다고 기록하였다.
두 영국인 이주자들이 파타워멕과 교역을 시작했을 때, 그들은 포카혼타스가 그곳에 있음을 알게 되었다. 자파자우스의 도움으로, 그들은 포카혼타스를 납치하여 가두는 계략을 꾸몄다. 편지에 적혀있는 그들의 목적은 포카혼타스의 몸값으로 포우하탄 추장이 가둔 영국인 죄수들과 포우하탄이 훔친 무기와 도구들을 돌려 받는 것이었다. 포우하탄은 죄수들을 송환시켰지만, 그가 돌려준 무기와 도구의 양은 이주자들을 만족시키기엔 부족하였다. 이것을 계기로 두 세력 간의 교착 관계는 계속되었다.
1년의 세월을 기다리면서, 포카혼타스는 오늘날의 버지니아주 체스터필드 군인 헨리쿠스(Henricus)에 억류되어 있었다. 이주자인 랄프 하모르가 그가 "비상할 정도로 예의바른 태도"를 인정 받았다고는 하였으나, 포카혼타스는 그곳에서의 자신의 삶에 대해 알고 있었다. 영국인 성직자인 알렉산더 휘태커는 그에게 기독교 신앙을 전하고 영어 실력을 쌓을 수 있도록 도와주었다. 그는 기독교로 개종하여 세례를 받은 후, 이름을 레베카로 개명하였다.
1614년 3월, 서로의 교착 관계로 인해 파문키 강에서 영국인과 포우하탄인 100명 간의 폭력적인 충돌이 이루어졌다. 맛치콧의 포우하탄 마을에서, 영국인들은 몇몇의 포우하탄 지도자들과 조우하게 된다(포우하탄 추장은 없었음). 영국인들은 포카혼타스가 그의 부족 사람들과 대화할 수 있도록 허락하였다. 그러나 부지사였던 토마스 데일에 따르면, 포카혼타스는 부재 중이었던 자신의 아버지가 그를 "오래된 칼, 조각, 도끼보다 못한" 가치로 여긴 것을 비난하였고 그들에게 자신은 영국인들과 살 것이라고 말했다고 한다.

### 결혼

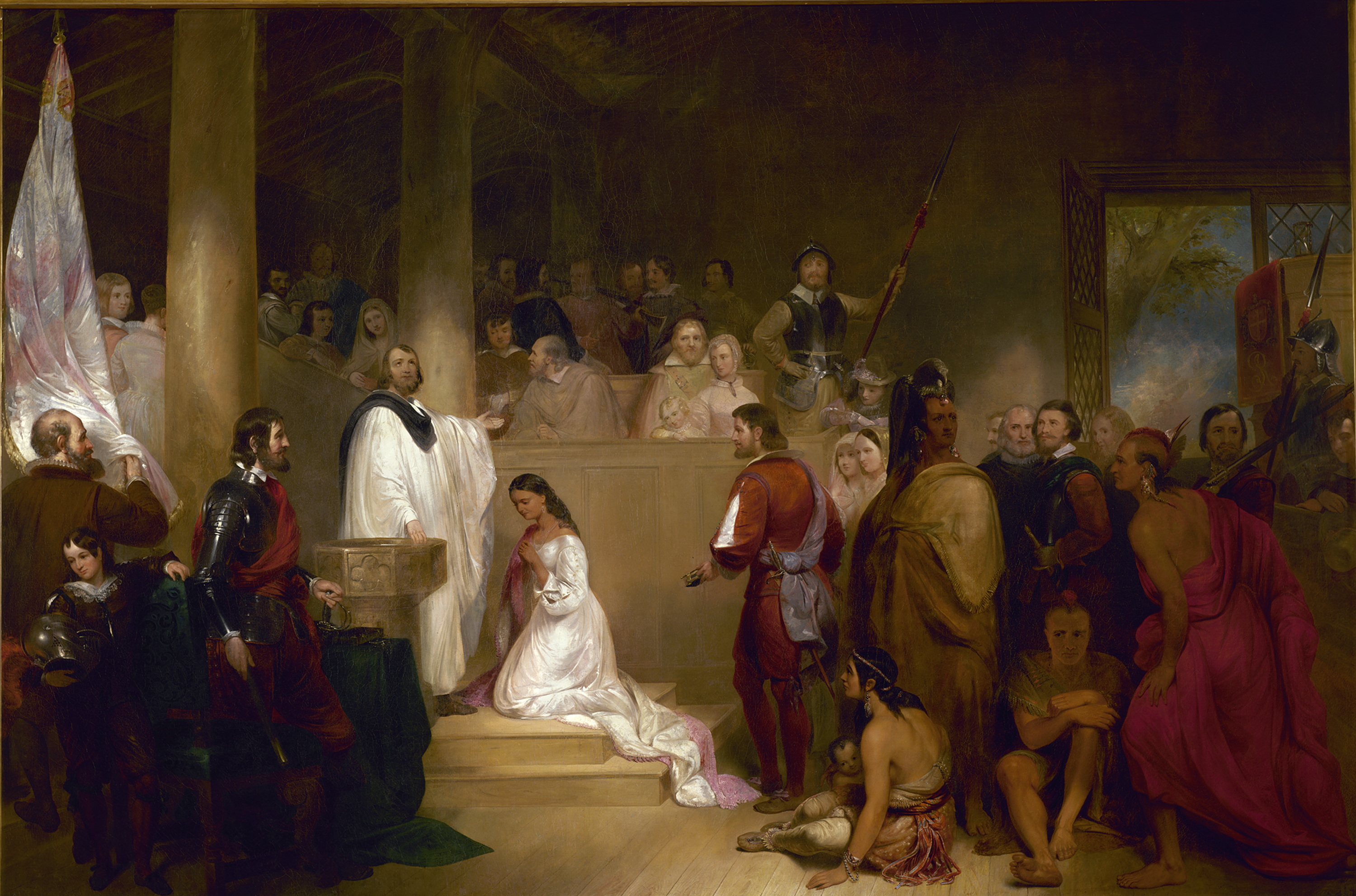
포카혼타스의 세례, 존 개즈비 채프먼 (1840)

포카혼타스는 헨리쿠스에 머무르고 있는 동안 존 롤프를 만나게 되어 그와 서로 사랑하게 된다. 영국인 부인과 사별한 롤프는 버지니아에서 새로운 품종의 담배 개간에 성공하였고, 많은 시간을 그곳에서 작물을 재배하는 데 보냈다. 그는 이교도와 결혼함으로 인해 겪는 잠재돼 있는 윤리상의 책임에 대해서 매우 괴로워할 정도로 신앙심이 깊은 사람이었다. 주지사에게 그와의 결혼을 허락해줄 것을 청원하는 편지에서, 그는 자신의 사랑과 그의 영혼을 아껴줄 것이라는 믿음을 표현하였다. 그는 자신이 다음 사항에 자극받지 않을 것을 요구 받았다.
| “ | 세속된 애정의 풀려버린 욕망, 그러나 이 농장의 상품을 위해, 우리 국가의 명예를 위해, 신의 영광을 위해, 나 자신의 구제를 위해… 다시 말해 포카혼타스, 나의 진심과 최고의 생각을 그대에게, 그리고 매우 혼란 스럽고 긴 시간을 보내온, 또한 매우 뒤얽힌 미궁에 마음이 매료된, 나 자신을 그것으로부터 풀기 위해 나는 지치기까지 하였다. | ” |

포카혼타스가 롤프와 결혼한 것에 대한 반응은 알려져 있지 않다.
그들은 1614년 4월 5일 결혼하였다. 포카혼타스는 세례를 받고 기독교도가 되어 레베카 부인이 되었다. 결혼 후 몇 년간, 부부는 함께 헨리쿠스의 새로운 공동체에서 제임스 강을 가로지르는 곳에 위치한 롤프의 플랜테이션인 버지니아 농장에서 살았다. 그들은 1615년 1월 30일에 아들 토마스 롤프를 낳았다.
그들의 결혼은 포우하탄 부족이 영국인 포로를 풀어주도록 할 수는 없었지만, 제임스타운의 이주자들과 포우하탄 부족이 몇 년 동안 평화로운 관계를 조성하는 것에 큰 도움을 주었다. 1615년, 랄프 하모르는 그 결혼 이후 내내 다음과 같이 서술하였다.
| “ | 우리는 포우하탄뿐만 아니라 우리 주위에 있는 그들의 사람들과도 우호적인 교류와 교역을 하게 되었다. | ” |

## 잉글랜드

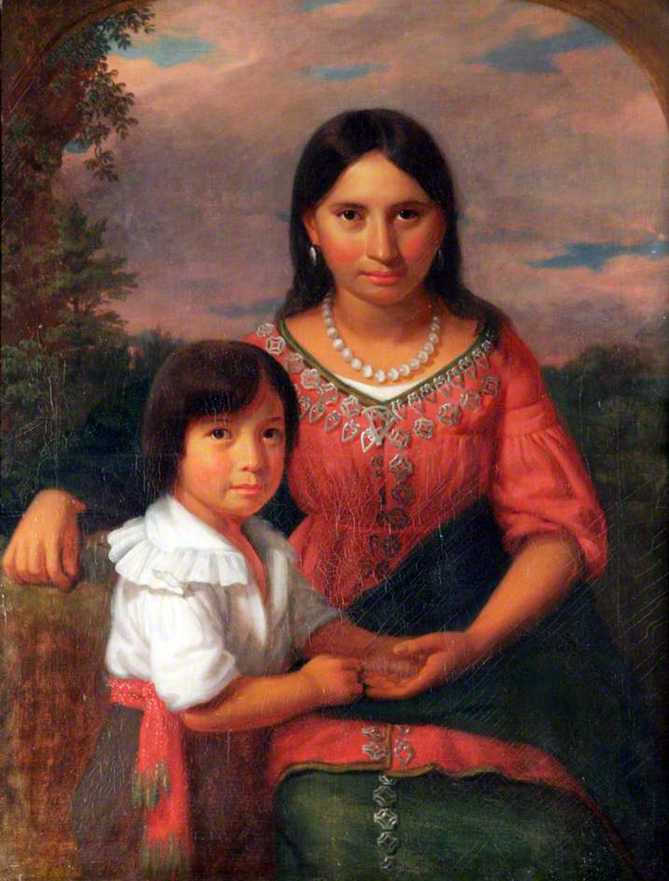
포우하탄과 그의 아들을 나타내는 세지퍼드의 초상화, 신뢰도에 대해서는 논란이 많다

런던 버지니아 회사는 북미 원주민들을 기독교로 개종시킨다는 장기적인 목표를 견지해왔다. 포카혼타스의 개종과 잉글랜드인과의 결혼은 제1차 잉글랜드-포와탄 전쟁을 종식시키는데 도움을 주었다. 회사는 이를 투자 활성화의 좋은 기회로 보았으며 문명에 길들여진 신세계 야만인으로서, 그리고 성공적인 제임스타운 정착의 상징으로서 포카혼타스를 잉글랜드로 데려오기로 결정했다.
1616년 6월 12일, 롤프 부부는 플리머스 항에 도착하여 잉글랜드로 건너왔다. 그들 부부는 토모코모라는 이름을 가진 주술사 포함한 약 11명 정도의 다른 포우하탄 사람들을 동반하여 런던을 여행하였다. 존 스미스는 포우하탄 사람들이 플리머스에 있을 당시 런던에 살고 있었고, 그가 여전히 살아있음을 알게 되었다. 스미스는 포우하탄 사람들을 만나지 않았지만, 제임스 왕의 왕비였던 앤 여왕에게 왕실 초청 방문으로 처우해야 할 것을 재촉하는 편지를 썼다. 그는 편지에서 제대로 대우받지 못한다면, “우리와 기독교에 대한 그의 사랑”이 냉소와 분노로 바뀔 것이며, 잉글랜드는 왕국을 호의적으로 얻을 수 있는 기회를 상실할 것이라고 주장했다.
포카혼타스는 여러 사교 모임에서 환대를 받았다. 1617년 1월 5일, 그와 토모코모는 벤 존슨의 가면극 《기쁨의 비전》(The Vision of Delight)이 연주되는 화이트홀 궁의 연회장에서 왕을 조우하게 된다. 스미스에 따르면, 제임스 왕은 너무 무뚝뚝해서 이후 누군가가 설명해주기 전까지 포카스혼타스도 토모코모도 그들이 누구를 만났는지 깨닫지 못했다고 한다.
포우하탄의 문화적 맥락에서 포카혼타스가 공주는 아니지만, 그럼에도 불구하고 버지니아 회사는 그를 잉글랜드 대중에게 공주로 소개하였다. 1616년에 회사가 제작한 판화에는 “모토아카, 일명 레베카, 버지니아 포우하탄 제국의 가장 강력한 왕자의 딸”로 새겨져 있다. 이 당시 많은 잉글랜드 사람들이 포우하탄을 제국의 통치자로 인지하고 있었으며, 그의 딸도 그 지위에 적절한 것으로 동일시했던 것 같다. 앤 여왕에게 보냈던 스미스의 편지에는 포우하탄을 추장 왕으로 언급하고 있다. 새뮤얼 퍼처스는 런던에서 포카혼타스와 만남을 다음과 같이 회고했다. “그는 만났던 사람들에게 깊은 인상을 남겼다. 왜냐하면 그는 왕의 딸로 등장했기 때문이다. ”새뮤엘이 포카혼타스를 런던에서 다시 만났을 때, 스미스가 그를 왕의 딸로 언급을 했기 때문이다.
포카혼타스는 분명 런던에서 환대를 받았다. 가면무도회에서 그의 자리는 “좋은 곳”에 위치했다고 전해지며, 퍼처스에 따르면 런던의 주교였던 존 왕이 다른 레이디들에게 베푼 훌륭한 접대 이상으로 그에게 축제와 장관으로 환대를 했다고 전한다. 물론 모든 잉글랜드 사람들에게 깊은 인상을 남긴 것은 아니었다. 헨렌 C. 론트리에 따르면 “포카혼타스가 잉글랜드에서 왕족으로 여져지는 어떠한 증거도 없었다.” 오히려 그는 호기심의 대상이었으며, 한 참석자에 의하면 단지 ‘버지니아 여성’이었을 뿐이었다고 전했다.
포카혼타스와 롤프는 미들섹스 주 브렌트퍼드 외곽에 일정 기간을 살았으며, 또 얼마간의 롤프의 가족들이 있었던 헤챔(노퍽주)의 헤챔 홀에 있었던 롤프의 가족 집에서도 거주를 했다. 1617년 초, 스미스는 그들 부부를 사교모임에서 만났으며, 이후 포카혼타스가 그를 보았을 때, 다음과 같이 썼다. “어떤 말도 하지 않고, 마치 불만스러운 것처럼 그의 얼굴을 감추었다. 그리고는 홀로 두세 시간을 있다가, 이후에 말을 더 나누었다.” 그가 스미스에게 했던 말을 기록한 것은 단편적이고, 애매모호 하였다. 그는 다음과 같이 말함으로써 호의를 베푼 것에 대해 그를 상기했다. “당신은 포우하탄에게 약속을 했었죠. 당신의 것들이었던 것이 그의 것이 될 것라이고, 그는 당신을 좋아했어요.” 그리고 그는 스미스가 버지니아에서 이방인이었을 때 포우하탄을 ‘아버지’라고 불렀던 것을 설명하면서 그를 ‘아버지’라고 부르면서 당황하게 했다. “똑같은 이유로 나도 당신을 ‘아버지’라고 부르겠어요.” 스미스는 이런 말투를 받아들이지 못했다. 왜냐하면 스미스가 다음과 같이 섰기 때문이다. “포카혼타스는 왕의 딸로 지위가 높아졌고, 그때 포우하탄은 ‘잘 차려입은 모습’으로 다음과 같이 말했다.
| “ | 당신은 아버지의 나라로 오는 것을 두려워하지 않았나요? 그리고 아버지와 나를 제외한 부족민들에게 공포를 주었었죠. 여기서 내가 당신을 ‘아버지’라고 부르는 것이 두렵나요? 그렇다면 나는 그러겠다고 말하겠어요. 그리고 당신은 나를 ‘얘야’라고 부르겠죠. 그래서 나는 영원히 당신 나라의 사람이 될 거예요. | ” |

마지막으로 포카혼타스는 스미스에게 그의 부족민들이 그를 죽은 사람으로 여기겠다고 말했지만, 그의 아버지는 당신 나라 사람들이 많은 거짓말을 할 것이기 때문에 코모코모에게 그를 찾아보라고 했다는 말을 했다.

## 죽음

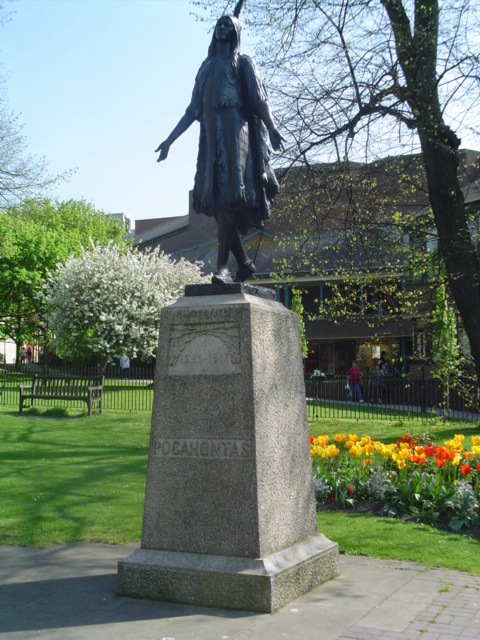
켄트주 그레이브젠드 성 조지 교회에 있는 포카혼타스의 동상

1617년 3월, 롤프와 포카혼타스는 버지니아로 돌아가기 위해 승선을 했다. 그러나 태임즈 강의 그레이브젠드에 도달했을 때쯤에 그녀는 병에 걸려 심하게 앓고 있었다. 근처 강변으로 하선을 하였지만, 21세의 나이로 롤프의 품속에서 숨을 거두었다. 사망원인에 대해서는 알려지지 않았으나 천연두나 폐렴, 결핵 같은 질병으로 추정되고 있다. 일부에서는 독살되었다는 설도 제기 된적이 있다. 롤프에 따르면, 그는 “모든 사람은 죽지만, 아들이 살아서 다행이다.”라는 말을 남기고 죽었다고 한다. 장례식은 1617년 3월 21일 그레이브젠드의 세인트 조지 교구에서 열렸다.
묘지가 있는 곳은 교회 안치소 아래라고 생각되지만, 1727년 화재로 교회가 불타버리고 난 이후 정확한 매장지는 알 수 없게 되었다. 그녀에 대한 기억은 세인트 조지 교회에 있는 윌리엄 오드웨이 페트리지가 만든 실물 크기의 동상으로 기념하고 있다.

## 사후

### 후손
포카혼타스는 존 롤프와의 사이에서 1615년에 아들 토마스 롤프를 낳았다. 토머스 롤프는 영국에서 자라나 1640년에 버지니아로 이주했다. 그를 통해, 수천 명의 백인 미국인이 포카혼타스의 혈통을 물려받았다. 후손들 중에는 우드로 윌슨의 아내 에디스 볼링 갤트 윌슨이나 조지 라이드 랜돌프, 리처드 버드 장군, 버지니아 주지사였던 해리 F. 버드, 패션디자이너이자 사교계 명사인 폴린 드 로스차일드, 전 영부인 낸시 레이건, 영화배우 글랜 스트레인지, 그리고 천문학자이자, 수학자였던 퍼시벌 로웰과 같은 사람들이 포함되어 있다. 그의 혈통은 증증손녀 제인 볼링을 통해 리처드 랜돌프에게로 이어지며 버지니아 랜들프 가문에 소개되어 있다.

### 제임스타운 갈등
1609년부터 1613년에 걸쳐 발발한 ‘제1차 앵글로 - 포우하탄 전쟁’ 이후, 1614년에 포우하탄 족 추장 와훈세나카우(Wahunsenacawh)의 딸 포카혼타스와 영국인 존 롤프가 결혼함으로써, 양측에 일시적인 평화가 찾아왔다. 그러나 포카혼타스가 사망한 다음해에 추장 와훈세나카우가 사망한후 그녀의 삼촌인 오페차나카노(Opechanacanough)가 추장이 되면서 분위기가 달라졌다. 영국 이민자가 늘어나면서 기존의 평화협정을 어기고 백인들이 인디언의 땅을 침범하며 갈등이 증가하였다. 1622년에 네마타뉴 추장이 영국인에게 살해되자, 오페차나카노 추장은 3월 22일에 제임스타운을 기습하여 347명을 살해하고 마을을 파괴하였다.
영국인들의 보복이 있었고 양측의 갈등이 점차 커져가자 영국은 평화회담을 제안하였다. 그러나 회담장에서 영국인들이 인디언 대표자들을 독살하는 사건이 발생하고 말았다. 이어진 갈등은 1632년에 불공평 휴전협정으로 일단락되는듯 했다. 그러나 1644년에 2차 ‘제2차 앵글로 - 포우하탄 전쟁’이 벌어졌고 포우하탄 족이 패배하며 완전히 세력을 잃고 말았다.

## 인기 소재

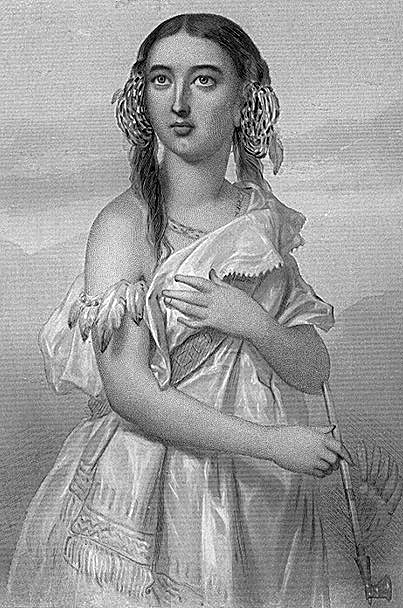
19세기 포카혼타스 그림

사망한 이후, 환상적이고 낭만적인 많은 포카혼타스의 회화들이 제작되었다. 그 시대에 제작된 포카혼타스의 유일한 초상화는 1616년 시몬 드 파세의 부조이다. 이 초상화에서 그는 버지니아 태생의 미국 원주민의 형상으로 그리려 하였다. 이후 종종 유럽인과 더 닮은 모습의 여러 초상화들이 등장했다.
포카혼타스의 이야기 주변에 대두되었던 신화들은 그를 미국 인디언들이 유럽 사회에 동화될 수 있는 잠재력을 증명한 인물로 묘사하였다. 예를 들면, 미국 의사당 건물에는 1840년 존 개즈비 채프먼에 의해 그려진 회화 《포카혼타스의 세례》(The Baptism of Pocahontas)를 로툰다에서 전시하고 있다. 정부 안내물에는 이 그림 속에 있는 인물을 소개하고, 미개인에게 기독교를 전파한 제임스타운 개척민들을 예찬하고 있다.
또 다른 전개 속에서, 포카혼타스의 이야기는 낭만적으로 표현된다. 어떤 작가들은 그와 존 스미스의 사랑이야기를 선호하기도 했다. 그런 식의 전개를 상세히 그려낸 최초의 작가는 존 데이비스로 1803년 그의 작품 《미국으로의 여정들》(Travels in the United States of America)에서 잘 나타난다. 아마도 포카혼타스 이야기의 첫 살아남는 단계의 드라마화는 제임스 넬슨 바커의 《인디언 공주 또는 어여쁜 미개인》(The Indian Princess or La Belle Sauvage)일 것이다. 19세기에 존 브러엄이 해학극인 《포카혼타스 또는 온순한 미개인》(Po-ca-hon-tas, or The Gentle Savage)을 저술했다.

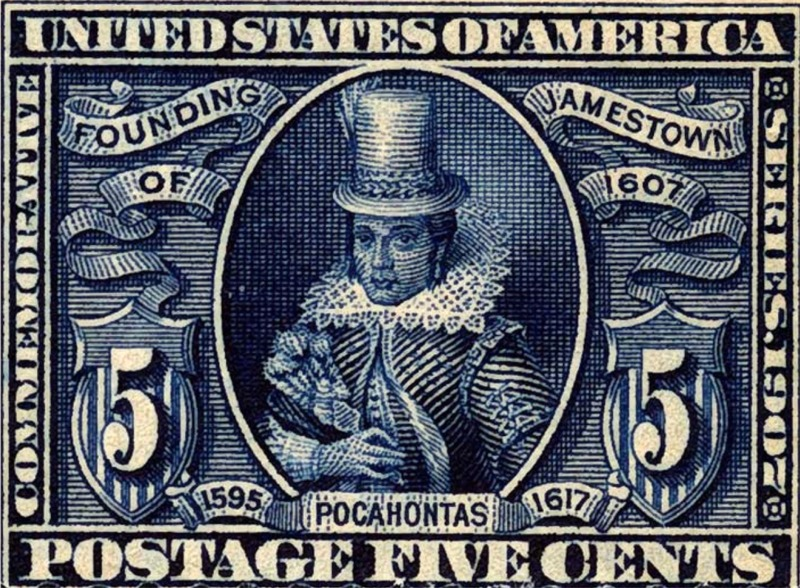
1907년 발행된 우표의 포카혼타스

1907년 4월 26일 제임스타운 박람회가 노퍽에서 개최되었다. 1607년 미국의 최초의 영구적 영국 식민지인 제임스타운 정착이 이루어진 300주년을 기념하였다. 3개의 기념 우표가 발행되었고, 5센트짜리 우표에는 식민지의 친구였던 포카혼타스를 그려넣고, 존 스미스를 구해준 것을 써두었다. 부조된 초상화는 1624년 존 스미스에 의해 발간된 책 속에서 나오는 1616년에 시몬 반 데 파세가 그렸던 것을 모델로 했다. 5센트짜리는 많이 팔렸고, 약 800만장이 발행되었다.
1924년 무성 영화를 필두로 하여 여러 편의 포카혼타스에 대한 영화가 제작되었다. 1953년에 제작된 《존 스미스 선장과 포카혼타스》(Captain John Smith and Pocahontas)에서는 조디 로렌스가 여주인공으로 등장하였다. 1995년 월트 디즈니 사의 애니메이션 《포카혼타스》(Pocahontas)는 포카혼타스와 존 스미스의 소설적 사랑을 표현했다. 더불어, 포카혼타스는 스미스에게 자연에 대한 사랑을 가르치고 있다. 속편인 《포카혼타스2: 신세계로의 여행》(Pocahontas II: Journey to a New World)은 포카혼타스가 잉글랜드에 방문한 여정과 그의 만남, 존 롤프와의 사랑에 대한 것을 그리고 있다. 2005년 테런스 맬릭은 버지니아의 제임스타운 건설을 그린 《신세계》(The New World)를 감독했고, 포카혼타스 역에는 코리안카 킬처가 배역을 맡았다. 《포카혼타스 : 더 레전드》(Pocahontas: The Legend)는 그의 삶을 조명하는 두 번째 영화이다.
1939년 제작된 《오울드 몬타나에서》(In Old Montana)는 이 역사 속 공주의 이름을 딴 북서부 출신의 여성 인디언 등장인물도 있었다. 닐 영은 1979년에 제작한 그의 음반 《Rust Never Sleeps》에서 포카혼타스에 대한 노래를 실었다.

## 같이 보기
- 다음백과 : 포카혼타스
- 두산백과 : 포카혼타스